# Paulina Bucher
Paulina Bucher (Ciudad de México, 10 de enero de 1952-Tlahuapan Puebla, 10 de abril de 2018) fue una pintora mexicana.

## Biografía
Hizo sus estudios de diseño, historia del arte, pintura y grabado (Universidad Anáhuac, Academia de San Carlos, Universidad Autónoma Metropolitana de Azcapotzalco) y con los maestros particulares Edgardo Coglan, Gerardo Cantú, Gustavo Alanís y Alfredo Guatirojo. con una trayectoria de 35 años en el quehacer en las artes visuales Paulina Bucher se recreó en el difícil arte de la creatividad.
Fundó los talleres de Sensibilidad Creativa en el Centro cultural “el Aleph “ en la reserva del parque nacional Ixta-Popo en Tlahuapan, donde los últimos 20 años de su vida. 
Fue representante de México en el Congreso Mundial de Artistas Plásticos la UNESCO en Paris y fue organizadora del Congreso de Artistas Plásticos Mundiales en Tlaxcala en 1996.
Su obra "Historias Congeladas" (cuerpo-palabra de la mujer) fue presentada en el III Congreso Iberoamericano de Género en la Universidad Nacional de Córdoba  Argentina, representando a la BUAP en 2006.
En el año (2008) presenta su libro “ La Ventura Creativa”  editado por Conaculta. (Consejo nacional para la cultura y las artes).

## Obra
Su obra se ha expuesto en diferentes museos y galerías del mundo:
Museo de las Américas en Colorado USA.
Galería You, Fujiyishida, Jamanashi Japón. (Premio de Acuarela)
Royal College of Art de Londres.
Palacio de Bellas Artes, Exposición Latinoamericana concurso de Pinturerías (exposición Itinerante )
Museo de Arte Moderno, Bienal Interamericana “Caracteres de Identidad en Pueblos Latinoamericanos”
Museo de Arte Moderno Ciudad de México, colección de cuadros de Pinturerias, exposición permanente.
Exposición Histórica del Edificio de la Academia de San Carlos por sus 200 años, seleccionada para el catálogo.
Colegio de San Ildefonso, concurso nacional de Acuarela, premiada con mención honorífica.
Instituto Cultural Cabañas, Bienal José Clemente Orozco, Guadalajara.
Palacio de Cultura de Tlaxcala, exposición “Artistas del Mundo”.
Museo de Monterrey, exposición colectiva.
Museo de Aguascalientes exposición colectiva
Nuevamente Museo de las Américas, Colorado, U.S.A.
Galería Síntesis.
Museo San Pedro “Historias congeladas” Puebla, Pue.
SEN del PAN en México D.F.
Congreso Internacional de Género, Córdoba Argentina
Museo Casa de los muñecos, Puebla Pue. “Travesía”
Casa de la Cultura de San Martín Texmelucan.
Casa de las Bóvedas, Puebla, Pue.
"Corazoles" Museo San Pedro y en el Centro Cultural Universitario. 
“Sinestecia”.  Museo San Pedro, Tehuacán y Teziutlán.
“100 miradas a la Muerte” seleccionada para una exposición itinerante por Estados Unidos.
“100 miradas a Agustín Arrieta Museo San Pedro
Expo CONAGUA en el museo San Pedro.      

## Distinciones
Galardonada con diversos premios, entre los más importantes destaca:
Premio Nacional Alica de Nayarit 1997, con el tema "Cambio de Varas" de los Huicholes; 
Mención honorífica del Edo. de México  en el 6.º Concurso con el tema “el Señor de Chalma”  
Royal College of Art  de Londres, con una obra que fue seleccionada para una exposición itinerante, seleccionada en concurso mundial.
Sun Chemical en el Concurso Nacional de Acuarelas
Arte Taurino de Pinturerías seleccionada entre 2340 pintores presentándose en Bellas Artes.
Galería You, Fujiyishida, jamanashi Japón. (Premio de Acuarela)
En el 2008 recibe el Premio Yohualli por su trayectoria.
Seleccionada para el libro “América un Don de la Creación” impreso en Chile.